# 雄平
雄平（ゆうへい、本名・旧登録名：高井 雄平〈たかい ゆうへい〉、1984年6月25日 - ）は、神奈川県川崎市宮前区出身の元プロ野球選手（投手 → 外野手、左投左打）、プロ野球コーチ。

## 経歴

### プロ入り前
川崎市立有馬中学校から宮城県仙台市の東北高等学校に進学する。高校時代は「高校ナンバー1の左腕投手」として、日本はもとよりメジャーリーグ（MLB）球団のスカウトからも注目された。東北高校の若生正廣監督からは、「投げては後藤伸也以上、打っては嶋重宣以上」という表現で、プロ入りした先輩2人と比較されるほどの潜在能力の高さを評された（全国的注目度が低かったが、仙台都市圏の同学年には名取北高に岸孝之投手がいた）。現に、投手としてストレートで最速151km/hを計測された一方で、打者として高校通算36本塁打を記録している。また、2学年下の後輩にはダルビッシュ有がいた。
2002年のNPBドラフト会議1巡目で、投手として大阪近鉄バファローズとヤクルトスワローズから指名。抽選によるヤクルトの独占交渉権獲得を経て、契約金1億円、年俸1200万円（金額は推定）という条件で入団した。入団当初の背番号は16で、登録名は本名の高井雄平。

### プロ入り後
2003年には、4月22日の対読売ジャイアンツ戦（東京ドーム）で一軍公式戦へのデビューを果たすと、6月11日の同カードで一軍初勝利。6月28日の対広島東洋カープ（広島市民球場）戦では、5回4失点10奪三振で勝利投手になった。一軍公式戦全体では、27試合の登板で5勝6敗を記録。防御率は5.03で、セントラル・リーグ最多の12暴投を記録した。
2004年には、シーズン前半を二軍で過ごした影響で、一軍公式戦への登板は9試合にとどまった。しかし、後半に一軍へ昇格すると、先発で4勝を挙げた。
2005年には、開幕を初めて一軍で迎えるとともに、前年後半に続いて先発陣の一角を担った。4月3日の阪神タイガース戦（大阪ドーム）では3回表の初打席で能見篤史からバックスクリーンに放つプロ初本塁打を放つ。しかし、その直後に打ち込まれ敗戦投手となる。また、その後の試合でも与四死球の多さが災いして、6月に二軍へ降格し、シーズンを終える。
2006年には、自身の背番号を22に変更した。MLBのロサンゼルス・ドジャースへ移籍していた石井一久の復帰に伴って、石井が復帰前に着用していた背番号16を希望したことによる。一軍公式戦では主に救援要員として36試合に登板したが、防御率は自己ワーストの6点台（6.51）にまで達した。6月17日の対千葉ロッテマリーンズ戦では、7回表二死一・二塁の局面で登板したところ、福浦和也に投じた初球が福浦の側頭部を直撃。この投球が危険球と判定されたため、わずか1球を投げただけで退場処分を受けた。一軍公式戦でシーズン唯一の先発登板になった10月12日の対横浜ベイスターズ戦（明治神宮野球場）では、1回表に先頭打者・石井琢朗を四球で出塁させ、3番打者・内川聖一に対しては3つの暴投を記録。1イニング3暴投のNPB一軍公式戦最多タイ記録を達成したばかりか、石井を一塁からノーヒットで生還させる羽目になった。
2007年には、高津臣吾の背番号を11から以前着用していた22へ変更したことに伴って、自身の背番号を41に変更。制球力を上げる目的で、投球フォームもノーワインドアップからセットポジションに変更した。一軍公式戦では、救援陣で唯一の左投手として、チームおよび自身最多の52試合に登板。7月16日の対中日ドラゴンズ戦（ナゴヤドーム）で一軍公式戦初セーブを挙げたほか、15ホールドポイント（3救援勝利12ホールド）を記録した。ショートリリーフ中心の起用ながら、防御率は5.19にまで到達した。通算で6敗を喫したほか、シーズン終盤には一軍から遠ざかった。
2008年には、新任監督の高田繁の方針で、先発要員としての調整を再開。増渕竜義・由規・加藤幹典らと一軍の先発ローテーション入りを争った。しかし、課題の制球難を克服できず、最大の持ち味であったストレートの球速も140km/hを下回るなど、極度の不調に見舞われた。結局、一軍公式戦への登板は1試合（投球イニング2/3回）だけで、シーズン終盤の9月下旬から鬼崎裕司と共にハワイ・ウィンターリーグのワイキキ・ビーチボーイズへ派遣された。
2009年には、投球フォームを大幅に改造したが、前年に続いて一軍公式戦への登板は1試合にとどまった。イースタン・リーグの公式戦でも振るわなかったことから、シーズン終盤の9月30日には、フェニックスリーグから野手に転向することを首脳陣から打診。高井自身は、打診を一旦了承しながらも、後にサイドスローへの転向による投手の継続を直訴した。しかし、シーズン終了後の秋季キャンプ中からは、野手としての練習を本格的に始めている。
2010年には、一軍公式戦への出場機会はなかったが、イースタン・リーグの公式戦で規定打席に到達。打率.283、4本塁打、35打点という成績を残した。
2011年には、登録名を名前だけの「雄平」に変更。イースタン・リーグでは、開幕から7月中旬までに、打率.348、5本塁打、24打点という好成績を残していた。その間に打率トップの座を維持していたことも背景に、オールスターゲーム直前の7月11日には、野手として初めての出場選手登録を果たした。実際には一軍公式戦での野手デビューに至らなかったが、イースタン・リーグ公式戦では、規定打席に到達した打者ではトップの打率.330を記録した。
2012年には、野手として初めて開幕を一軍で迎えると、巨人との開幕カード第2戦（東京ドーム）に代打で出場。野手転向後の一軍初安打を記録。5月に出場選手登録をいったん抹消されたが、9月に一軍へ再び昇格すると、シーズン終了まで「1番・中堅手」に定着した。
2013年には、3月30日の対阪神タイガース戦（神宮）で藤浪晋太郎から6回裏の打席で野手転向後初であり自身8年ぶりとなる本塁打を放つなど、開幕から外野手のレギュラーとして一軍で活躍。しかし、13試合目の出場になった4月17日の対中日戦（神宮）で、外野守備中にジャンピングキャッチ後の着地で右膝を負傷。その後の診断で右膝前十字靱帯を断裂していることが判明したため、5月10日に靱帯の再建手術を受けた上で、残りのシーズンをリハビリに費やした。
2014年には、開幕から一軍に復帰。当初は「2番・中堅手」として起用されていたが、打線の組み替えによって、すぐに5番打者へ定着した。4月終了時点で打率は.224だったが、外野手出身の小川淳司監督からの助言をきっかけに、フルスイングを心掛けたことで徐々に復調。5月28日の対北海道日本ハムファイターズ戦（神宮）では、先発投手として登板した大谷翔平から2本の本塁打を放ったことで、シーズンの通算本塁打数が自身初の2桁（10本）に到達した。同月は、打率.364、8本塁打、19打点、長打率.646という好成績で、月間MVPを初めて受賞。投手として同リーグの一軍公式戦へ登板した後に野手へ転向した選手の受賞は、1993年9月の仁村徹（中日）以来2人目であった。7月には、故障で戦線を離脱したウラディミール・バレンティンに代わって4番を務めたほか、セントラル・リーグの監督推薦選手としてオールスターゲームにプロ入り後初めて出場した。一軍公式戦全体では、141試合の出場で、打率.316、23本塁打を記録。外野手として、セ・リーグのベストナインにも初めて選ばれた。シーズンオフの契約交渉では、2度にわたる交渉の末にこの年のNPBで最高の昇給率（380%）による年俸（推定6000万円）で契約を更改した。
2015年には、オープン戦の期間中に開かれた「GLOBAL BASEBALL MATCH 2015 侍ジャパン 対 欧州代表」で、野球日本代表のトップチームに初めて招集。3月10日の第1戦に「7番 中堅手」で先発出場した。3月11日の第2戦には途中出場している。レギュラーシーズンでは、「4番・中堅手」として一軍公式戦の開幕を迎えた。後に4番を外れるなど、シーズン全体の成績は低調。打率（.316→.270）、本塁打（23→8）、打点（90→60）のいずれも、前年を大きく下回った。しかし、10月2日の対阪神戦（神宮）では、同点で迎えた11回裏二死一・三塁の打席で能見篤史から安打を記録した。チームはこの適時打によるサヨナラ勝利で、14年ぶり7度目のセ・リーグ優勝を決めた。ポストシーズンでは、クライマックス・シリーズ4試合で打率.333を記録するなど打撃が好調で、チームの日本シリーズ進出に貢献。福岡ソフトバンクホークスとの日本シリーズでも5試合に出場したが、打率が.150と振るわず、チームもシリーズ制覇を逸した。レギュラーシーズン中の7月16日には、第1回WBSCプレミア12の日本代表第1次候補選手に選出されたことが発表されたが、後の選考に残らなかったため日本シリーズ終了後のプレミア12には出場していない。

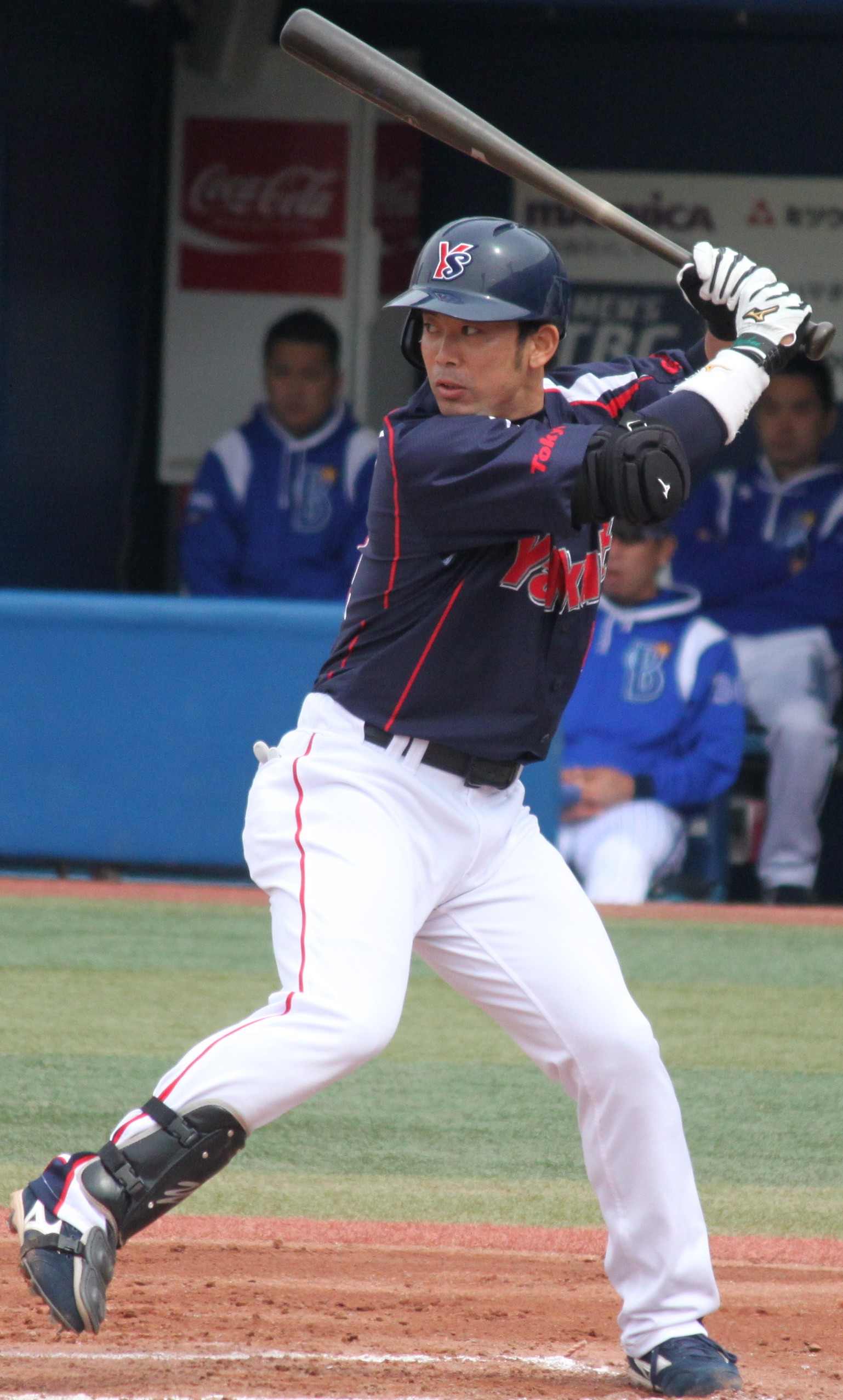
現役時代
（2014年4月13日 横浜スタジアム）

因みにこの年のシーズンの7月20日のDeNA戦で、7回先頭打者のアーロム・バルディリスの放った左翼線際のフライを二塁手の山田哲人が落球し、追いついた雄平はそのままフェア判定を受けたのに気づかずファウルと勘違いして観客に向かってエキサイティングシートに投げ込んだ。同日には、日本ハムでも西川遥輝がアウトカウントを間違えて客席に投げ入れる珍プレーが確認された。同じ日にNPBの公式戦で勘違いによるボールの客席への投げ込みが2つ記録された事例は前例がない。
2016年には、一軍公式戦の開幕を「5番・右翼手」として迎えたが、左側腹部筋挫傷で7月27日に出場選手登録を抹消。9月上旬から一軍へ復帰したものの、セ・リーグの規定打席には若干及ばず、打率3割にもわずかに届かなかった。
2017年には、一軍公式戦の開幕から40試合で4番打者を任されるほど好調だった。しかし、6月28日の対巨人戦（福島県営あづま球場）の打席でファウルを放った際に、右手の有鈎骨を骨折。チームのシーズン最終戦で一軍公式戦へ復帰したが、一軍公式戦への出場は71試合、本塁打は2本にとどまった。打席数もセ・リーグの規定打席を大幅に下回ったが、3シーズンぶりに打率3割（.306）を記録している。
2018年には、MLBへ移籍していた青木宣親が8シーズンぶりにチームへ復帰。春季キャンプ中には、青木を中堅手として起用することを前提に前年の正中堅手・坂口智隆と並んで一塁手へのコンバート候補に挙げられていた。レギュラーシーズンでは、「5番・右翼手」の座を堅持し、左投手の先発が予告された試合にスタメンを外れながらも、一軍公式戦には124試合への出場で、3年ぶりにセ・リーグの規定打席へ到達した。さらに、4年ぶりの2桁本塁打（11本）と自己最高の打率.318を記録。得点圏打率も、リーグ2位の.356にまで達した。シーズン終了後の契約更改では、入団16年目（打者転向9年目）で初めて1億円で更改した。投手としてNPBの球団に入った選手の年俸が、野手転向後に1億円まで達した事例は石井琢朗・福浦和也・糸井嘉男に次いで雄平が4人目である。
2019年は6月、7月にスタメンから外れる試合もありながら131試合に出場、打率.273、12本塁打、56打点を記録し年俸は現状維持となる1億円でサインした。また、雄平と自主トレをする「雄平組」と言うチームを結成したことを明かした。メンバーは雄平の他に大村孟、松本直樹、太田賢吾、渡邉大樹、松本友の6人。
2020年は43試合の出場に留まる。年俸は2500万円減となる7500万円でサインした。
2021年は一軍出場が無いまま、9月29日に現役引退を発表した。引退に際して雄平は球団関係者、ファン、家族への感謝の気持ちを表し、思い出の打席として2015年10月2日の対阪神戦のリーグ優勝を決めたサヨナラ安打を挙げた。明治神宮野球場で行われた11月1日のシーズン最終戦（対広島）が引退試合となり、5回裏終了時には雄平の引退セレモニーが行われた後、6回表から右翼手として途中出場し、7回裏の第一打席では森浦大輔から左前安打を記録。8回裏の最終打席は島内颯太郎と対戦して二ゴロに終わった。試合後には5度胴上げされた。

### 引退後
2021年11月8日、2022年は東北楽天ゴールデンイーグルスの二軍打撃コーチを務めることが発表された。背番号は84。登録名も現役時代後期同様、名前だけの雄平となった。2023年は一軍打撃コーチとなったが、5月25日時点でリーグワーストとなるチーム打率.209や121得点を記録し、5月26日に今江敏晃と入れ替えで、二軍打撃コーチに配置転換された。2025年5月13日より、肩書は変わらずに一軍のベンチにも入るようになったが、6月12日より二軍へ再合流した。

## 選手としての特徴
投手時代には左腕からストレートで最速154km/hを計測した速球派投手で、スライダー、カーブ、フォークといった変化球も投げていた。プロ入り後は制球難に悩まされ、一軍公式戦での登板試合では、1試合平均の与四球率が5.0を上回ったほか、死球・暴投・悪送球を連発することが多かった。なお、雄平は打者転向後に「プロに入って驚いたのが、ストライクゾーン（が極端に狭くなったように感じられること）」と述懐している。投手時代の晩年には、上述のようにストレートの球速が落ちて、得意のスライダーまで思うように曲がらなくなるほど、投球の感覚が鈍っていたという。
野手としての能力も非常に高く、プロ入り後も投手時代に公式戦で本塁打を放つほど、非凡な打撃センスを持ち合わせていることから2009年のフェニックスリーグには投手登録のまま外野手として出場。リーグ閉幕後の秋季キャンプから、外野手へ正式に転向した。もっとも、7年間のブランクは想像以上に大きく、転向当初は「ど真ん中（のストレート）を普通に振っているのに（バットに）当たらなかったので、とにかく（練習でバットを）振りまくった」という。
ヤクルトで野手転向4年目の2012年には、外野手登録のまま救援投手にも起用する「二刀流」の構想があることが一部で報じられた。翌2013年からNPB一軍公式戦の延長時間制限が撤廃されることも見越した構想で、当時の小川淳司監督から「二刀流」での起用を打診されたこともある。実際には「野手としてのプレーに専念したい」との理由で打診を固辞したため、転向後の公式戦に投手で起用されたことはない。
手動計測ながら、50m走で最速5秒8を記録するなど俊足の持ち主でもある。守備面では、元投手らしい強肩を武器とした守備を披露する。

## 人物・家族
実父、実母は中学校の教師。兄・大輔はアクロバットダンサー・大道芸人。タレントのベッキーは小学校・中学校の1学年先輩に当たる。このような縁から、ヤクルトへの入団が決まった際には、ベッキーから直筆サイン色紙が贈られていた。
BREATHEの宮田慧とは、中学生時代に所属していたリトルリーグのチームメイトで、雄平と同様に神奈川県内から東北高校へ進学した。このような縁から、ヤクルト入団後の2014年にはBREATHEの楽曲『Tomorrows』を登場曲に採用していた。
2015年までの応援歌の歌詞は『「高」き理想を目指して 熱き血潮を「井（わかし）」て 君よ「雄」々しく羽ばたけ 地「平」の彼方』と、カギ括弧内を合わせると、「高」「井」「雄」「平」と読めるようになっていた（2016年から歌詞変更）。

## 詳細情報

### 年度別打撃成績
| 年 度      | 球 団      | 試 合 | 打 席 | 打 数 | 得 点 | 安 打 | 二 塁 打 | 三 塁 打 | 本 塁 打 | 塁 打 | 打 点 | 盗 塁 | 盗 塁 死 | 犠 打 | 犠 飛 | 四 球 | 敬 遠 | 死 球 | 三 振 | 併 殺 打 | 打 率 | 出 塁 率 | 長 打 率 | O P S |
| ---------- | ---------- | ----- | ----- | ----- | ----- | ----- | -------- | -------- | -------- | ----- | ----- | ----- | -------- | ----- | ----- | ----- | ----- | ----- | ----- | -------- | ----- | -------- | -------- | ----- |
| 2003       | ヤクルト   | 30    | 35    | 30    | 2     | 6     | 2        | 0        | 0        | 8     | 4     | 0     | 0        | 5     | 0     | 0     | 0     | 0     | 15    | 1        | .200  | .200     | .267     | .467  |
| 2004       | ヤクルト   | 10    | 17    | 16    | 0     | 5     | 0        | 0        | 0        | 5     | 0     | 0     | 0        | 1     | 0     | 0     | 0     | 0     | 7     | 0        | .313  | .313     | .313     | .626  |
| 2005       | ヤクルト   | 18    | 18    | 13    | 1     | 2     | 0        | 0        | 1        | 5     | 2     | 0     | 0        | 4     | 0     | 1     | 0     | 0     | 9     | 1        | .154  | .214     | .385     | .599  |
| 2006       | ヤクルト   | 36    | 1     | 1     | 1     | 0     | 0        | 0        | 0        | 0     | 0     | 0     | 0        | 0     | 0     | 0     | 0     | 0     | 0     | 0        | .000  | .000     | .000     | .000  |
| 2007       | ヤクルト   | 52    | 2     | 1     | 0     | 0     | 0        | 0        | 0        | 0     | 0     | 0     | 0        | 1     | 0     | 0     | 0     | 0     | 0     | 0        | .000  | .000     | .000     | .000  |
| 2008       | ヤクルト   | 1     | 0     | 0     | 0     | 0     | 0        | 0        | 0        | 0     | 0     | 0     | 0        | 0     | 0     | 0     | 0     | 0     | 0     | 0        | ----  | ----     | ----     | ----  |
| 2009       | ヤクルト   | 1     | 0     | 0     | 0     | 0     | 0        | 0        | 0        | 0     | 0     | 0     | 0        | 0     | 0     | 0     | 0     | 0     | 0     | 0        | ----  | ----     | ----     | ----  |
| 2012       | ヤクルト   | 47    | 153   | 143   | 14    | 40    | 4        | 0        | 0        | 44    | 8     | 2     | 3        | 3     | 0     | 7     | 0     | 0     | 19    | 0        | .280  | .313     | .308     | .621  |
| 2013       | ヤクルト   | 13    | 43    | 37    | 6     | 11    | 4        | 1        | 2        | 23    | 3     | 0     | 0        | 0     | 0     | 6     | 0     | 0     | 10    | 0        | .297  | .395     | .622     | 1.017 |
| 2014       | ヤクルト   | 141   | 597   | 547   | 97    | 173   | 28       | 3        | 23       | 276   | 90    | 10    | 2        | 1     | 0     | 48    | 0     | 1     | 103   | 11       | .316  | .372     | .505     | .877  |
| 2015       | ヤクルト   | 141   | 585   | 551   | 57    | 149   | 33       | 4        | 8        | 214   | 60    | 7     | 4        | 1     | 3     | 27    | 1     | 3     | 82    | 7        | .270  | .307     | .388     | .695  |
| 2016       | ヤクルト   | 108   | 436   | 412   | 44    | 122   | 20       | 0        | 7        | 163   | 55    | 7     | 1        | 1     | 2     | 21    | 2     | 0     | 51    | 9        | .296  | .329     | .396     | .724  |
| 2017       | ヤクルト   | 71    | 300   | 281   | 29    | 86    | 21       | 0        | 2        | 113   | 32    | 2     | 3        | 0     | 2     | 12    | 0     | 5     | 42    | 5        | .306  | .343     | .402     | .745  |
| 2018       | ヤクルト   | 125   | 482   | 446   | 50    | 142   | 19       | 1        | 11       | 196   | 67    | 6     | 1        | 0     | 2     | 33    | 5     | 1     | 62    | 13       | .318  | .365     | .439     | .804  |
| 2019       | ヤクルト   | 131   | 493   | 447   | 55    | 122   | 19       | 0        | 12       | 177   | 56    | 4     | 3        | 1     | 6     | 37    | 4     | 2     | 71    | 4        | .273  | .327     | .396     | .723  |
| 2020       | ヤクルト   | 43    | 113   | 103   | 6     | 23    | 4        | 0        | 0        | 27    | 9     | 3     | 0        | 0     | 3     | 6     | 0     | 1     | 23    | 2        | .223  | .265     | .262     | .528  |
| 2021       | ヤクルト   | 1     | 2     | 2     | 0     | 1     | 0        | 0        | 0        | 1     | 0     | 0     | 0        | 0     | 0     | 0     | 0     | 0     | 0     | 0        | .500  | .500     | .500     | 1.000 |
| 通算：19年 | 通算：19年 | 969   | 3277  | 3030  | 362   | 882   | 154      | 9        | 66       | 1252  | 386   | 41    | 17       | 18    | 18    | 198   | 12    | 13    | 494   | 53       | .291  | .335     | .413     | .748  |

### 年度別投手成績
| 年 度     | 球 団     | 登 板 | 先 発 | 完 投 | 完 封 | 無 四 球 | 勝 利 | 敗 戦 | セ 丨 ブ | ホ 丨 ル ド | 勝 率 | 打 者 | 投 球 回 | 被 安 打 | 被 本 塁 打 | 与 四 球 | 敬 遠 | 与 死 球 | 奪 三 振 | 暴 投 | ボ 丨 ク | 失 点 | 自 責 点 | 防 御 率 | W H I P |
| --------- | --------- | ----- | ----- | ----- | ----- | -------- | ----- | ----- | -------- | ----------- | ----- | ----- | -------- | -------- | ----------- | -------- | ----- | -------- | -------- | ----- | -------- | ----- | -------- | -------- | ------- |
| 2003      | ヤクルト  | 27    | 17    | 0     | 0     | 0        | 5     | 6     | 0        | --          | .455  | 458   | 102.0    | 99       | 14          | 56       | 2     | 7        | 80       | 12    | 0        | 62    | 57       | 5.03     | 1.52    |
| 2004      | ヤクルト  | 9     | 8     | 0     | 0     | 0        | 4     | 2     | 0        | --          | .667  | 223   | 49.0     | 48       | 7           | 29       | 1     | 3        | 54       | 8     | 0        | 26    | 24       | 4.41     | 1.57    |
| 2005      | ヤクルト  | 18    | 11    | 1     | 0     | 0        | 4     | 4     | 0        | 0           | .500  | 330   | 73.2     | 70       | 7           | 42       | 1     | 2        | 74       | 8     | 0        | 37    | 37       | 4.52     | 1.52    |
| 2006      | ヤクルト  | 36    | 1     | 0     | 0     | 0        | 2     | 1     | 0        | 5           | .667  | 143   | 27.2     | 29       | 3           | 21       | 0     | 4        | 27       | 8     | 0        | 27    | 20       | 6.51     | 1.81    |
| 2007      | ヤクルト  | 52    | 0     | 0     | 0     | 0        | 3     | 6     | 1        | 12          | .333  | 188   | 43.1     | 39       | 3           | 24       | 3     | 0        | 30       | 3     | 0        | 26    | 25       | 5.19     | 1.45    |
| 2008      | ヤクルト  | 1     | 0     | 0     | 0     | 0        | 0     | 0     | 0        | 0           | ----  | 5     | 0.2      | 1        | 1           | 2        | 0     | 0        | 0        | 0     | 0        | 1     | 1        | 13.50    | 4.50    |
| 2009      | ヤクルト  | 1     | 0     | 0     | 0     | 0        | 0     | 0     | 0        | 0           | ----  | 4     | 1.0      | 1        | 0           | 0        | 0     | 0        | 0        | 0     | 0        | 0     | 0        | 0.00     | 1.00    |
| 通算：7年 | 通算：7年 | 144   | 37    | 1     | 0     | 0        | 18    | 19    | 1        | 17          | .486  | 1351  | 297.1    | 287      | 35          | 174      | 7     | 16       | 265      | 39    | 0        | 179   | 164      | 4.96     | 1.55    |

- 各年度の太字はリーグ最高

### 年度別守備成績
| 年 度 | 球 団    | 投手  | 投手  | 投手  | 投手  | 投手  | 投手     | 外野  | 外野  | 外野  | 外野  | 外野  | 外野     |
| 年 度 | 球 団    | 試 合 | 刺 殺 | 補 殺 | 失 策 | 併 殺 | 守 備 率 | 試 合 | 刺 殺 | 補 殺 | 失 策 | 併 殺 | 守 備 率 |
| ----- | -------- | ----- | ----- | ----- | ----- | ----- | -------- | ----- | ----- | ----- | ----- | ----- | -------- |
| 2003  | ヤクルト | 27    | 0     | 0     | 0     | 0     | .---     | -     | -     | -     | -     | -     | -        |
| 2004  | ヤクルト | 9     | 0     | 0     | 0     | 0     | .---     | -     | -     | -     | -     | -     | -        |
| 2005  | ヤクルト | 18    | 5     | 7     | 0     | 0     | 1.000    | -     | -     | -     | -     | -     | -        |
| 2006  | ヤクルト | 36    | 2     | 7     | 3     | 0     | .750     | -     | -     | -     | -     | -     | -        |
| 2007  | ヤクルト | 52    | 3     | 8     | 0     | 0     | 1.000    | -     | -     | -     | -     | -     | -        |
| 2008  | ヤクルト | 1     | 0     | 0     | 0     | 0     | .---     | -     | -     | -     | -     | -     | -        |
| 2009  | ヤクルト | 1     | 0     | 0     | 0     | 0     | .---     | -     | -     | -     | -     | -     | -        |
| 2012  | ヤクルト | -     | -     | -     | -     | -     | -        | 39    | 77    | 4     | 1     | 3     | .988     |
| 2013  | ヤクルト | -     | -     | -     | -     | -     | -        | 11    | 18    | 0     | 0     | 0     | 1.000    |
| 2014  | ヤクルト | -     | -     | -     | -     | -     | -        | 139   | 316   | 3     | 7     | 1     | .979     |
| 2015  | ヤクルト | -     | -     | -     | -     | -     | -        | 140   | 254   | 8     | 3     | 2     | .989     |
| 2016  | ヤクルト | -     | -     | -     | -     | -     | -        | 104   | 192   | 7     | 2     | 2     | .990     |
| 2017  | ヤクルト | -     | -     | -     | -     | -     | -        | 69    | 104   | 3     | 2     | 0     | .982     |
| 2018  | ヤクルト | -     | -     | -     | -     | -     | -        | 120   | 175   | 4     | 4     | 1     | .978     |
| 2019  | ヤクルト | -     | -     | -     | -     | -     | -        | 118   | 198   | 2     | 2     | 1     | .990     |
| 2020  | ヤクルト | -     | -     | -     | -     | -     | -        | 30    | 52    | 1     | 1     | 0     | .981     |
| 2021  | ヤクルト | -     | -     | -     | -     | -     | -        | 1     | 0     | 0     | 0     | 0     | .---     |
| 通算  | 通算     | 144   | 10    | 22    | 3     | 0     | .914     | 771   | 1386  | 32    | 22    | 10    | .985     |

- 各年度の太字はリーグ最高

### 表彰
- ベストナイン：1回（外野手部門：2014年）
- 月間MVP：1回（打者部門：2014年5月）
- スカパー! ドラマティック・サヨナラ賞年間大賞：1回（2015年）

### 記録
初記録
投手記録
- 初登板：2003年4月22日、対読売ジャイアンツ3回戦（東京ドーム）、8回裏に4番手で救援登板・完了、1回無失点
- 初奪三振：同上、8回裏に斉藤宜之から空振り三振
- 初先発登板：2003年5月1日、対横浜ベイスターズ6回戦（明治神宮野球場）、3回5失点で敗戦投手
- 初勝利：2003年6月11日、対読売ジャイアンツ12回戦（東京ドーム）、4回裏に2番手で救援登板、3回無失点
- 初先発勝利：2003年6月28日、対広島東洋カープ14回戦（広島市民球場）、5回4失点
- 初完投：2005年5月27日、対北海道日本ハムファイターズ4回戦（札幌ドーム）、8回6失点で敗戦投手
- 初ホールド：2006年4月1日、対阪神タイガース2回戦（明治神宮野球場）、8回表に3番手で救援登板、1回1/3を無失点
- 初セーブ：2007年7月16日、対中日ドラゴンズ12回戦（ナゴヤドーム）、9回裏二死に5番手で救援登板・完了、1/3を無失点

打撃記録
- 初打席：2003年4月24日、対読売ジャイアンツ5回戦（東京ドーム）、5回表にマシュー・ランデルから左邪飛
- 初安打・初打点：2003年5月7日、対読売ジャイアンツ7回戦（明治神宮野球場）、4回裏に高橋尚成から右中間3点適時二塁打
- 初本塁打：2005年4月3日、対阪神タイガース3回戦（大阪ドーム）、3回表に能見篤史から中越ソロ
- 初盗塁：2012年5月16日、対福岡ソフトバンクホークス1回戦（明治神宮野球場）、2回裏一死に二盗（投手：山田大樹、捕手：山崎勝己）

その他の記録
- 1試合4二塁打：2017年5月7日、対横浜DeNAベイスターズ9回戦（横浜スタジアム）※史上12人目
- 一軍通算10勝以上でシーズン20本塁打（2014年）※藤村富美男以来59年ぶり4人目[43]
- オールスターゲーム出場：2回（2014年、2015年）

### 背番号
- 16（2003年 - 2005年）
- 22（2006年）
- 41（2007年 - 2021年）
- 84（2022年 - ）

### 登録名
- 高井 雄平（たかい ゆうへい、2003年 - 2010年）
- 雄平（ゆうへい、2011年 - ）